# 1959년 서울시내버스 노선
이 노선은1959년 서울 시내버스 노선과 합승택시 노선 목록이다.

## 시내버스 노선
- 모두 24개의 노선이 있었다.[2]

- 숭인동-종로-서울역-문래동 35대
- 숭인동-을지로-서울역-문래동 24대
- 미아리-종로-서울역-상도동 59대
- 정릉-신설동-종로-영천 41대
- 홍릉-동대문-서대문-노고산 55대
- 중랑교-동대문-서대문-노고산 86대
- 문화동-시청-을지로-불광동 50대
- 삼선교-퇴계로(좌)-삼선교 28대
- 삼선교-중앙청(우)-삼선교 28대
- 뚝섬-을지로-중앙청-서울역 42대
- 노고산-당인리 1대
- 마포-원효로-중앙청-효자동 36대
- 종암동-동대문-서울역-후암동 28대
- 답십리-청량리-종로-서울역-청파동 28대
- 답십리-청량리-을지로-서울역-청파동 8대
- 한남동-삼각지-약수동-한남동 13대
- 청량리-교문리-도농리-금곡리 3대
- 청량리-교문리-퇴계원-내곡리 3대
- 서울역-서대문-홍제동-수색 7대
- 서울역-홍제동-불광동-구파발 2대
- 신용산-서대문-서울역-연대앞 16대
- 을지6가-왕십리-천호동 14대
- 서울역-시청앞-세검정 4대
- 종암동-종로-장석동 1대

## 합승택시 노선[3]
- 서울역-한은앞-종로-동대문-홍릉 30대
- 서울역-한은앞-을지로-동대문-휘경동 36대
- 서울역-한은앞-을지로-왕십리 41대
- 서울역-한은앞-종로-동대문-답십리 10대
- 서울역-한은앞-혜화동-미아동 41대
- 신설동-종로-서울역-원효로 30대
- 금호동-을지6가-시청-서울역-영천 40대
- 성수동-을지6가-시청-세종로-효자동 37대
- 성수동-을지6가-동대문-종로-사직동 10대
- 동빙고-삼각지-화신앞-안국동-돈화문-한남동 50대
- 돈암동-신설동-종로-서울역-후암동 50대
- 중앙청-서울역-삼각지-노량진-영등포 70대
- 종암동-동대문-종로-서울역-공덕동 54대
- 세종로-서울역-삼각지-노량진-상도동 29데
- 정릉-원남동-종로4가-서대문-불광동 42대
- 정릉-종로4가-을지로4가-서울역-목동 54대
- 돈암교-종로4가-서대문-마포 38개
- 장충동-약수동-퇴계로-서울역-원효로 42대
- 삼청동-안구동-서울역-서대문-아현동 25대
- 신촌-서대문-화신-종로5가-서울역-신촌 64대
- 양남동-구청앞-신길동-대방동-노량진 60대
- 신설동-동대문-을지6가-을지5가-퇴계로-노량진 60대
- 혜화동-안국동-세종로-용산-흑석동 46대
- 서울역-서대문-신촌-모래내-수색 26대
- 서대문-서울역-퇴계로-왕십리-천호동 37대
- 돈암동-미아리-우이동 3대

## 같이 보기
- 1949년 서울시내버스 노선
- 1956년 서울시내버스 운행회사
- 1961년 서울시내버스 노선번호 개편
- 1964년 서울시내버스 노선번호 개편
- 1966년 서울시내버스 노선번호 개편
- 1970년 서울시내버스 노선번호 개편
- 1970년 서울시내버스 운행회사
- 1974년 서울시내버스 운행회사
- 1985년 서울시내버스 노선번호 개편
- 2004년 서울특별시 버스 개편